# Штопор (пилотаж)
«Што́пор или штопорная бочка, волна»,  в авиации — особый, критический режим полёта самолёта или планёра, заключающийся в его снижении по крутой нисходящей спирали малого радиуса с одновременным вращением относительно всех трёх его осей; неуправляемое движение самолёта на закритических углах атаки. 
Штопору предшествует потеря скорости и сваливание. В ряде случаев предштопорное состояние сопровождается предварительной тряской. Введение самолёта в «штопор» является элементом ряда фигур высшего пилотажа, позволяющим быстро сбросить высоту, без угрозы превышения ограничения по скоростному напору. Пилотажные самолёты должны как просто вводиться в штопор, так и легко выходить из него (в том числе в плоский и перевёрнутый), а пассажирским и транспортным трудно входить в штопор и выходить из него.

## Классификация штопора

Прямой штопор

Обратный штопор

Плоский штопор

Штопор подразделяется по виду:
- нормальный (прямой) — самолёт движется на положительных углах атаки.
- перевёрнутый (обратный) — самолёт движется на отрицательных углах атаки, то есть «пилот висит на ремнях».

По углу наклона продольной оси самолёта к горизонту:
- крутой (50—90°)
- пологий (30—50°)
- плоский (<30°)

По направлению движения самолёта:
- левый штопор — вращение против часовой стрелки,
- правый штопор — вращение по часовой стрелке.

По степени изменения средних параметров движения самолёта в штопоре от витка к витку:
- установившийся (устойчивый) — параметры практически неизменны,
- неустановившийся (неустойчивый) — параметры изменяются.

По характеру изменения параметров движения самолёта в процессе выполнения одного витка:
- равномерный — все параметры движения самолёта в режиме близки к своим средним значениям, изменение по времени угловых скоростей, углов атаки и скольжения небольшие.
- колебательный штопор — параметры движения самолёта изменяются значительно

## Развитие штопора
Самолёт может попасть в штопор непроизвольно (например, из-за ошибки пилотирования или других причин), или может быть введён в него преднамеренно. Преднамеренный может использоваться для ознакомления лётчика с особенностями поведения самолёта в штопоре, обучения технике входа и выхода из него и также в рамках выполнения фигуры пилотажа.
Предпосылкой к попаданию самолёта в штопор является выход на закритические углы атаки или углы скольжения (аэродинамический подхват) и сваливание. Если происходит асимметричный срыв потока (например, вследствие скольжения или действия элеронов), то возникают моменты сил, придающие самолёту вращение вокруг осей. Если самолёт имеет хорошие противоштопорные характеристики, то вращение быстро затухает и происходит обычное сваливание, набор скорости и выход на нормальный режим полёта. В противном случае самолёт попадает в режим устойчивого вращения, при котором асимметрия обтекания усугубляется и затягивает самолёт в установившийся штопор.
В случае, если пилот попытается потянуть штурвал или РУС на себя, велика вероятность перехода в плоский штопор, с большими углами атаки и угловыми скоростями вращения.

## Опасность штопора
Эффективность управляющих поверхностей при штопоре падает, а быстрое вращение может привести к дезориентации пилота, что затрудняет выход из штопора. Существенное падение подъёмной силы приводит к быстрой потере высоты, что представляет значительную опасность, особенно на малых высотах полёта. Всё это требует от пилота умения избегать сваливания (если только нет цели выполнить штопор преднамеренно), распознавать предвестники сваливания и штопора (тряска, сигнал АУАСП и т. п.) и при возникновении штопора выводить из него самолёт на безопасной высоте.
При плоском штопоре воздушно-реактивные двигатели не получают необходимого набегающего потока воздуха, что может привести к срыву стабильной работы двигателя (помпаж), что ещё более затрудняет выход из штопора.

## Выход из штопора
Существует несколько методов вывода самолёта из штопора, в зависимости от воздушного судна и от типа штопора. Общий принцип всех методов: остановить вращение, увеличить скорость, восстановить эффективность рулей, прекратить срыв потока на обеих консолях крыла, переведя аппарат в нормальный полёт со снижением и набором скорости.
В процессе лётных испытаний опытных самолётов, чьи штопорные характеристики ещё неизвестны, для обеспечения надёжного выхода из уже развившегося (устойчивого) штопора применяются противоштопорные парашюты или ракеты.

### Уилфред Парк
Впервые вывод из штопора, зафиксированный в авиационной истории, осуществил британский авиатор Уилфред Парк. В августе 1912 года на аэродроме Ларкхил при полете по аэродромному кругу его биплан Avro G попал в непредумышленный левый штопор на высоте 210 метров (700 футов). Пытаясь уменьшить перегрузку, возникшую в штопоре, Парк полностью отклонил руль направления в сторону, противоположную направлению вращения самолета в штопоре. После чего ему удалось вывести самолёт на высоте 15 м из штопора. На тот момент обнаруженный Парком метод вывода не получил должного распространения и не стал изучаться в авиационных школах того времени.

### Константин Арцеулов
Впервые преднамеренный ввод самолёта в штопор на аэроплане «Ньюпор-XXI» осуществил 24 сентября 1916 российский военный лётчик Константин Константинович Арцеулов, внук художника-мариниста Ивана Айвазовского. На высоте 2000 м он два раза подряд вводил машину в штопор и благополучно выводил её.

## Штопор на пассажирских самолётах
На транспортных (особенно пассажирских) самолётах, а также крупных бомбардировщиках, не предназначенных для высшего пилотажа, вывод из штопора не предусмотрен, а программы лётных испытаний таких самолётов не включают проверки штопорных характеристик. Причины этого следующие:
- При штопоре возникают значительные знакопеременные нагрузки на силовые элементы конструкции, допустимые только для пилотажных самолётов и истребителей, обладающих достаточным запасом прочности. Воздействие таких нагрузок на конструкцию большого и тяжёлого транспортного самолёта, рассчитанную на экономичные режимы полета, приводит к деформации силовых элементов, а в отдельных случаях — к их разрушению, поэтому испытать такой самолёт на штопор без его повреждения затруднительно.
- Надёжный вывод самолёта из штопора требует от пилота как хороших навыков управления самолётом в нештатных (пилотажных) режимах, так и развитого «чувства самолёта» — как модели/серии, так и конкретного воздушного судна. У пилотов пассажирских самолётов отсутствует возможность регулярных тренировок в таких условиях.
- Для любого самолёта, кроме пилотажного, а также сверхманевренных истребителей, сам факт попадания в штопор является аварийной ситуацией.
- Расследование авиакатастроф, в которых штопор привёл к падению самолёта (список наиболее известных приведён ниже), показывает, что в большинстве случаев к возникновению штопора приводил ряд грубых пилотажных ошибок экипажа при штатных условиях полёта, а также грубые нарушения экипажем требований безопасности полётов. В такой ситуации нет оснований полагать, что наличие технической возможности вывода самолёта из штопора могло бы предотвратить катастрофу.
- В пассажирской авиации основные усилия направлены на предотвращение выхода самолёта из штатных эксплуатационных режимов, одним из следствий которого может быть развитие штопора. Для этого принимаются меры к расширению допустимого диапазона углов атаки, возникновению хорошо заметной предупредительной тряски при срыве потока, самопроизвольному уменьшению самолётом угла атаки за счёт аэродинамических особенностей крыла, достаточно совершенная компьютерная пилотажная система и т. п.

## Разработка теории штопора
Проблемой штопора в 1918-1919 годах занимался английский учёный Г. Глауерт. Теоретическое обоснование штопора впервые разработано советским учёным В. С. Пышновым в работе «Самовращение и штопор самолётов» (1927).
А. Н. Журавченко продолжил исследование на приборе Ш-1 (1935 г.). Но аэродинамические характеристики, полученные на Ш-1, были недостаточно точными. Достаточно надежное разрешение проблемы штопора было получено в дальнейшем, на основе экспериментальных методов исследований динамически подобных моделей в вертикальной трубе ЦАГИ Т-105.
В исследование штопора большой вклад внесли учёные ЦАГИ, летчики-испытатели ЛИИ, а также инженеры различных ОКБ. В частности, большой вклад в исследование динамики штопора внёс летчик-испытатель А. А. Щербаков.

## Известные авиакатастрофы, произошедшие в результате сваливания самолёта в штопор
- Катастрофа Ту-104 в Вурнарском районе
- Катастрофа CL-600 в Мохаве[9]
- Катастрофа Ту-154 под Учкудуком
- Катастрофа CRJ100 в Байерсе[10]
- Катастрофа A310 под Междуреченском
- Катастрофа Ту-154 под Иркутском (2001)
- Катастрофа MD-82 под Мачикесом
- Катастрофа Ту-154 под Донецком
- Катастрофа Boeing 737 под Шарм-эш-Шейхом